# Hesperapis laticeps
Hesperapis laticeps là một loài ong trong họ Melittidae. Loài này được Crawford miêu tả khoa học đầu tiên năm 1917.